# Girolamo Bonsignori

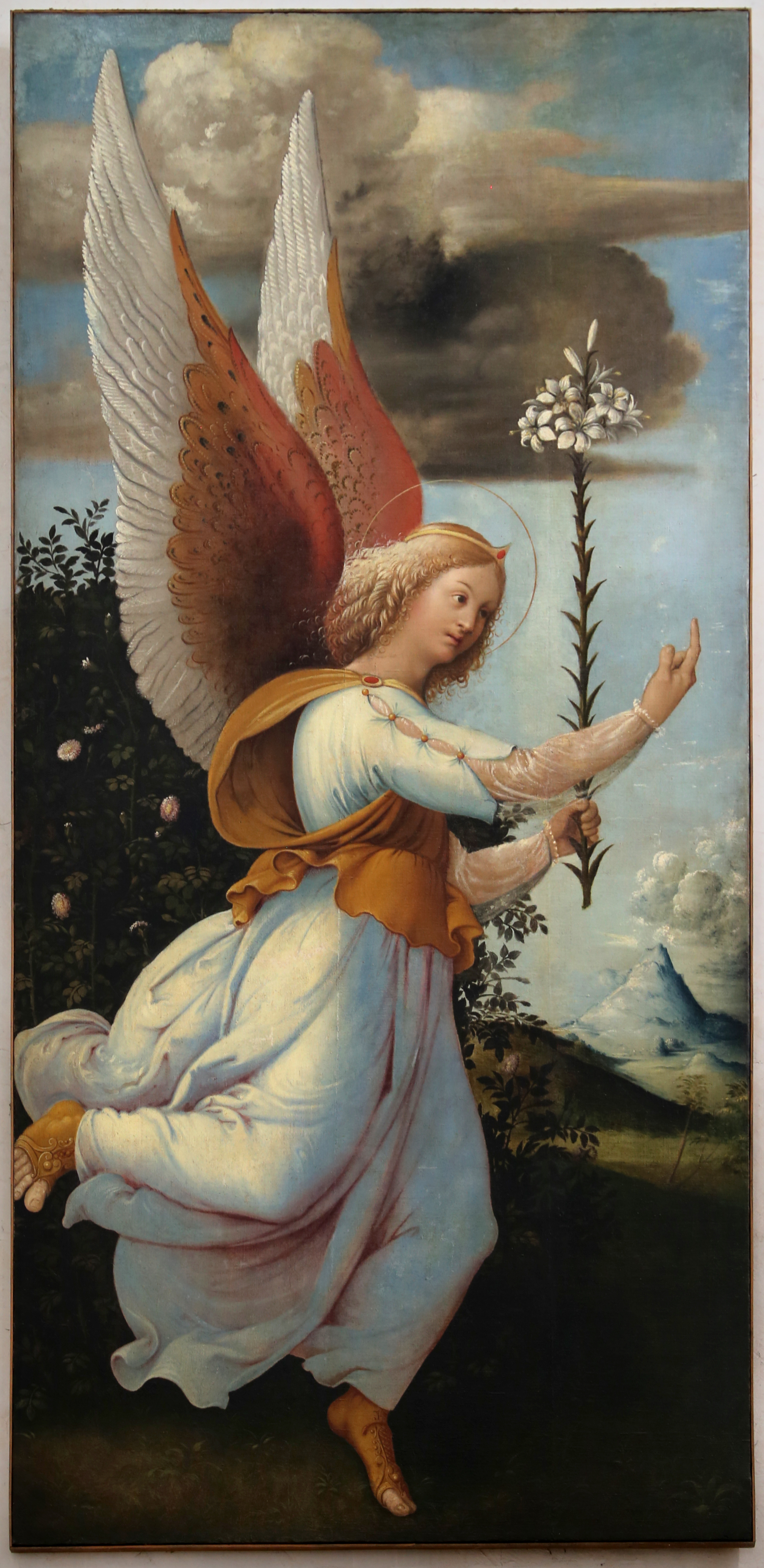
Annunciazione, San Francesco al Corso, Verona

Girolamo Bonsignori (Verona, 1472 – Mantova, 1529) è stato un pittore italiano.

## Biografia
Fratello di Francesco Bonsignori e appartenente all'ordine domenicano (Giorgio Vasari lo chiama "Girolamo converso di san Domenico"), nei primissimi anni del XVI secolo fu influenzato dal passaggio di Leonardo da Vinci, di cui copiò il Cenacolo per il refettorio dell'abbazia di San Benedetto in Polirone a San Benedetto Po (dandone un'interpretazione quasi classicistica e raffaellesca), all'interno di una cornice architettonica ideata da Correggio.